# ۱۹۸۵

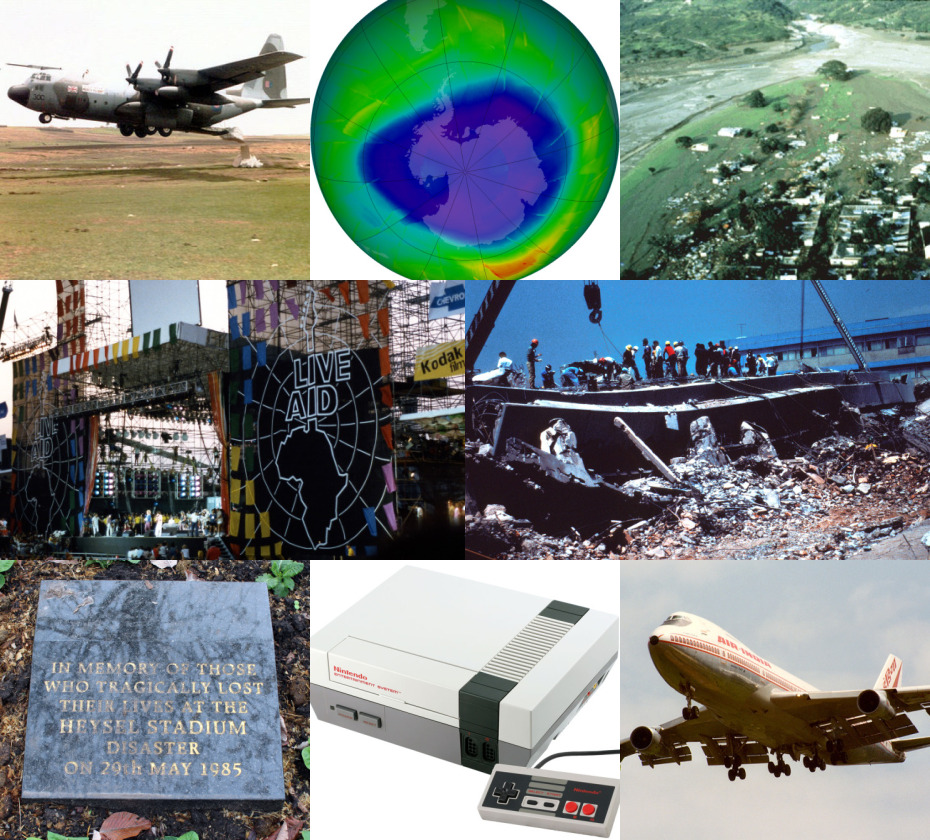

## زادروزها
- ۹ ژانویه – بوبو، بازیکن فوتبال برزیلی
- ۵ فوریه – کریستیانو رونالدو، فوتبالیست پرتغالی
- ۲۰ فوریه – ژاک الونگ‌الونگ، فوتبالیست کامرونی
- ۵ مارس – کنیچی ماتسویاما، بازیگر ژاپنی
- ۱۰ مارس – لاسانا دیارا، بازیکن فوتبال فرانسوی
- ۱۵ مارس – کلان لاتز، بازیگر آمریکایی
- ۱ آوریل – جاش زاکرمن، بازیگر آمریکایی
- ۳ آوریل – لیونا لوئیس، خواننده بریتانیایی
- ۱۸ آوریل – لوکاس فابیانسکی، بازیکن فوتبال لهستانی
- ۲۲ آوریل – کامی لاکور، شناگر فرانسوی
- ۲۳ آوریل – تایو کروز، خواننده بریتانیایی
- ۲۸ آوریل – براندون بیکر، بازیگر آمریکایی
- ۳۰ آوریل – گل گدوت، بازیگر و مدل اسرائیلی
- ۶ مه – کریس پاول، بازیکن بسکتبال آمریکایی
- ۱۰ مه – اودت انابل، بازیگر آمریکایی
- ۲۱ مه – موتیا بوئنا، خواننده-ترانه‌سرا و خواننده بریتانیایی
- ۱۸ ژوئن – الکس هیرش، تهیه‌کننده-نویسنده آمریکایی
- ۲۸ ژوئن – فیل باردسلی، بازیکن فوتبال اسکاتلندی
- ۷ ژوئیه – سئو وو، بازیگر اهل کره جنوبی
- ۱۸ ژوئیه – چیس کرافورد، بازیگر آمریکایی
- ۲۰ ژوئیه – جون فرانسیس دالی، فیلمنامه‌نویس، موسیقی‌دان، بازیگر، و کارگردان آمریکایی
- ۲ اوت – بریت نیکول، خواننده-ترانه‌سرا، موسیقی‌دان، خواننده، و آهنگساز آمریکایی
- ۱۶ اوت – اگنس بروکنر، بازیگر آمریکایی
- ۳۰ اوت – روبرتو لاگو، بازیکن فوتبال اهل اسپانیا
- ۲۰ اکتبر – جنیفر فریمن، بازیگر آمریکایی
- ۲۴ اکتبر – وین رونی، بازیکن فوتبال بریتانیایی
- ۲۷ اکتبر – ترویان بلیزاریو، بازیگر آمریکایی
- ۶ نوامبر – عبدالله جمعان، بازیکن فوتبال اهل عربستان سعودی
- ۲۰ نوامبر – دن برد، بازیگر آمریکایی
- ۲۱ نوامبر – کارلی ری جپسن، خواننده کانادایی
- ۲۲ نوامبر – آساموا ژیان، بازیکن فوتبال اهل غنا
- ۲۷ نوامبر – آلیسون پیل، بازیگر کانادایی
- ۳۰ نوامبر – کیلی کوئوکو، بازیگر آمریکایی
- ۲ دسامبر – آموری لوو، شناگر فرانسوی
- ۷ دسامبر - جان ماکسلی، کشتی کج کار آمریکایی
- ۸ دسامبر – دوایت هاورد، بازیکن بسکتبال آمریکایی
- ۱۲ دسامبر – خوان کامیلو زونیگا، بازیکن فوتبال کلمبیایی
- ۱۴ دسامبر – توما لوبا، دوچرخه‌سوار اهل فرانسه

## درگذشت‌ها
- ۱۹ سپتامبر، ایتالو کالوینو نویسندهٔ ایتالیایی
- ۱۰ اکتبر، اورسن ولز کارگردان آمریکایی
- ۱۰ اکتبر، یول برینر بازیگر تئاتر و سینما اهل روسیه (ز. ۱۹۲۰)
- ۱۳ ژانویه – کارول وین، بازیگر آمریکایی (ز. ۱۹۴۲)
- ۱۸ ژانویه – محمود محمد طه، نویسنده، معمار، الهی‌دان، و سیاست‌مدار سودانی (ز. ۱۹۰۹)
- ۴ فوریه – جسی هیبس، کارگردان و ورزشکار آمریکایی (ز. ۱۹۰۶)
- ۱۱ فوریه – هنری هاتاوی، تهیه‌کننده و کارگردان آمریکایی (ز. ۱۸۹۸)
- ۲۰ فوریه – کلارنس نش، صداپیشه، بازیگر، و خواننده آمریکایی (ز. ۱۹۰۴)
- ۸ مارس – ادوارد اندروز، بازیگر آمریکایی (ز. ۱۹۱۴)
- ۱۳ مارس – مابل آلوارز، نقاش آمریکایی (ز. ۱۸۹۱)
- ۲۱ مارس – مایکل ردگریو، بازیگر بریتانیایی (ز. ۱۹۰۸)
- ۱۱ آوریل – انور خوجه، سیاست‌مدار اهل آلبانی (ز. ۱۹۰۸)
- ۱۵ آوریل – جک مدیکا، شناگر آمریکایی (ز. ۱۹۱۴)
- ۱۶ آوریل – اسکات بردی، بازیگر آمریکایی (ز. ۱۹۲۴)
- ۲۲ آوریل – پل هیو امت، شیمی‌دان و مهندس آمریکایی (ز. ۱۹۰۰)
- ۲۳ آوریل – کنت اسمیت، بازیگر آمریکایی (ز. ۱۹۰۷)
- ۲۵ آوریل – ریچارد هایدن، بازیگر و کارگردان بریتانیایی (ز. ۱۹۰۵)
- ۹ مه – ادموند اوبرایان، بازیگر آمریکایی (ز. ۱۹۱۵)
- ۵ ژوئن – لرد جرج براون، سیاست‌مدار بریتانیایی (ز. ۱۹۱۴)
- ۲۸ ژوئن – جیمز کریگ (هنرپیشه)، بازیگر آمریکایی (ز. ۱۹۱۲)
- ۱۶ ژوئیه – هاینریش بل، نویسنده و فیلمنامه‌نویس آلمانی (ز. ۱۹۱۷)
- ۱۷ ژوئیه – مارگو (هنرپیشه زن)، بازیگر مکزیکی (ز. ۱۹۱۷)
- ۲ اوت – فرانک فیلن، بازیگر آمریکایی (ز. ۱۹۰۵)
- ۸ اوت – لوئیز بروکس، بازیگر آمریکایی (ز. ۱۹۰۶)
- ۱۴ اوت – گیل سوندرگارد، بازیگر آمریکایی (ز. ۱۸۹۹)
- ۲۲ اوت – پائول پیتر اوالد، فیزیک‌دان آلمانی (ز. ۱۸۸۸)
- ۲۴ اوت – موری ریسکند، فیلمنامه‌نویس آمریکایی (ز. ۱۸۹۵)
- ۲۸ اوت – روث گوردون، بازیگر و فیلمنامه‌نویس آمریکایی (ز. ۱۸۹۶)
- ۹ سپتامبر – پل فلوری، شیمی‌دان و مهندس آمریکایی (ز. ۱۹۱۰)
- ۱۴ سپتامبر – جولیان بک، بازیگر و شاعر آمریکایی (ز. ۱۹۲۵)
- ۱۹ سپتامبر – ایتالو کالوینو، نویسنده، خبرنگار، منتقد و نظریه‌پرداز ایتالیایی (ز. ۱۹۲۳)
- ۱ اکتبر – ئی بی وایت، شاعر و نویسنده آمریکایی (ز. ۱۸۹۹)
- ۲۲ اکتبر – توماس تاونزند براون، فیزیک‌دان آمریکایی (ز. ۱۹۰۵)
- ۲۵ اکتبر – مورتون دونی، بازیگر و خواننده آمریکایی (ز. ۱۹۰۱)
- ۲۹ اکتبر – جان دیویس لاج، افسر، بازیگر، دیپلمات، و سیاست‌مدار آمریکایی (ز. ۱۹۰۳)
- ۲۴ نوامبر – بیگ جو ترنر، خواننده-ترانه‌سرا، موسیقی‌دان، و خواننده آمریکایی (ز. ۱۹۱۱)
- ۲۷ دسامبر – هری هاپمن، بازیکن تنیس و ورزشکار استرالیایی (ز. ۱۹۰۶)